# Erich Hackl
Erich Hackl (nascut el 26 de maig del 1954 a Steyr, a l'alta Àustria) és un escriptor i traductor austríac. Va créixer a Steyr, on va anar a l'institut. Va estudiar Filologia alemanya i hispànica a les universitats de Salzburg, Salamanca i Màlaga. Des del 1977 va ser lector de llengua alemanya i literatura austríaca a la Universidad Complutense de Madrid. Del 1979 al 1983 va ensenyar llengua alemanya i espanyola a Viena, del 1981 al 1990 a l'Institut de Romàniques de la Universitat de Viena. Des del 1983 fa de traductor, escriptor, periodista i cronista polític. Nombrosos viatges l'han dut a visitar diversos països de Llatinoamèrica.
Erich Hackl és membre de l'Acadèmia Alemanya de la Llengua i la Poesia, amb seu a Darmstadt.
Ha obtingut diversos premis i condecoracions per la seva obra, entre ells el de Doctor honoris causa per la Universitat de Salzburg el 2010.
La seva obra se sol basar en casos reals i són una lluita explícita contra l'oblit de les injústicies i de les seves víctimes.

## Obra en català
- La boda d'Auschwitz (2002). Columna, 2004.

## Obra

### Autor
- Auroras Anlaß. Narració. Diogenes Verlag, Zuric 1987, ISBN 3-257-22915-1.
- Abschied von Sidonie. Narració. Zuric 1989
- König Wamba. Ein Märchen. Zuric 1991
- Sara und Simón. Eine endlose Geschichte. Zuric 1995
- In fester Umarmung. Geschichten und Berichte. Zuric 1996
- Entwurf einer Liebe auf den ersten Blick. Zuric 1999
- Abschied von Sidonie: Materialien zu einem Buch und seiner Geschichte. Zuric 2000
- Der Träumer Krivanek. Eine Geschichte zu Bildern von Trude Engelsberger. Salzburg 2000
- Die Hochzeit von Auschwitz. Eine Begebenheit. Zuric 2002
- Anprobieren eines Vaters. Geschichten und Erwägungen. Zuric 2004
- Als ob ein Engel. Erzählung nach dem Leben. Zuric 2007
- Familie Salzmann. Erzählung aus unserer Mitte. Diogenes, Zuric 2010, ISBN 978-3-257-06758-3.
- Zusammen mit Libertad Hackl: Der Heimwehträger. Neunzig Minuten mit Fritz Kalmar. Documental. Literaturhaus Wien, Viena 2012, ISBN 978-3-900467-81-4.

### Editor
- Das Herz des Himmels. Vom Leiden der Indios in Guatemala. Wien 1985 (amb Willy Puchner)
- Hier ist niemand gestorben. Nachgelassene Gedichte aus Lateinamerika. Schwifting 1985
- Geschichten aus der Geschichte des Spanischen Bürgerkriegs. Darmstadt 1986 (amb Cristina Timón Solinís)
- Wien, Wien allein. Literarische Nahaufnahmen. Darmstadt 1987
- Zugvögel seit jeher. Freude und Not spanischer Zigeuner. Wien 1987 (amb Willy Puchner)
- Spanien im Schatten der Sonne. Eine literarische Reise in 26 Etappen. Frankfurt am Main 1989 (amb Manuel Lara García)
- Henriette Haill: Straßenballade. Ottensheim/Donau 1996
- Alfredo Bauer: Hexenprozeß in Tucumán und andere Chroniken aus der neuen Welt. Viena 1996
- Album Gurs. Ein Fundstück aus dem Widerstand. Viena 2000 (amb Hans Landauer)
- Lexikon der österreichischen Spanienkämpfer 1936–1939. Theodor Kramer Gesellschaft, Viena 2003. Edició millorada el 2008 (amb Hans Landauer)
- Das Y im Namen dieser Stadt. Ein Steyr Lesebuch. Steyr 2005 (amb Till Mairhofer)

### Traductor
- Humberto Ak'abal: Das Weinen des Jaguars. 77 Gedichte und ein Bericht. Ottensheim 2005
- Humberto Ak'abal: Trommel aus Stein. Poesia. Zuric 1998
- Memo Ánjel: Das meschuggene Jahr. Novel·la. Zuric 2005 (amb Peter Schultze-Kraft)
- Luis Fayad: Auskunft über Esters Verwandte. Novel·la. Bornheim-Merten 1987 (amb Peter Schultze-Kraft)
- Eduardo Galeano: Das Buch der Umarmungen. Wuppertal 1991
- Eduardo Galeano: Die Welt. Hammer, Wuppertal 2007
- Carilda Oliver Labra: Um sieben in meiner Brust. Poesia. Heilbronn 2001 (amb Dorothee Engels)
- Rodrigo Rey Rosa: Die Henker des Friedens. Novel·la. Zürich 2001
- Rodrigo Rey Rosa: Die verlorene Rache. Novel·la. Zürich 2000
- Ana María Rodas: Gedichte der erotischen Linken. Salzburg 1995 (amb Peter Schultze-Kraft)
- Mauricio Rosencof: Die Briefe, die nie angekommen sind. Salzburg 1997
- Juan José Saer: Die Gelegenheit. Novel·la. München 1992 / Wagenbach, Berlin 2010.
- Idea Vilariño: An Liebe. Poesia. Salzburg 1994 (amb Peter Schultze-Kraft)
- Rodolfo Walsh: Das Massaker von San Martín. Rotpunktverlag, Zuric 2010